# Rudolf Mazuch
Rudolf Mazuch (9. srpna 1891, Pardubice – 8. února 1920, Kolín) byl český akademický malíř.

## Život
Narodil se jako nejstarší syn obuvníka Ferdinanda Mazucha ze Slatiňan (1867–1944) a Josefy Mazuchové rozené Jičínské z Valů (1864–1944). Měl bratra Josefa a sestru Terezii.
Vždy považoval za své rodné město Kolín, neboť zde prožil většinu svého krátkého života. V roce 1897 začal navštěvovat místní školu. V páté třídě dostal trojku z kreslení. I přesto, že byl Mazuch přirozeně inteligentní a nadaný jeho další studijní kroky nevedly na reálné gymnázium, ale do učení. V roce 1905 nastoupil jako učeň ke známému kolínskému fotografovi Františku Krátkému. Ve své fotografické činnosti se brzy natolik vypracoval, že byl pověřován stále více zakázkami. V roce 1909 získal výuční list a odešel do Prahy, kde začal pracovat jako retušér. V roce 1919, rok po vzniku Československa v Kolíně získal domovské právo.
V roce 1911 začíná navštěvovat přípravný roční na AVU u profesora Loukoty. V roce 1913 byl jako žák II. ročníku všeobecné školy c. k. akademie umění odměněn stipendijní cestou do Paříže. V létě 1915 narukoval jako jeden z prvních studentů AVU do armády, v roce 1917 byl zraněn a postupně procházel špitály. I během války si nacházel čas na malování; v létě 1918 maloval portréty v Německém Brodě, v Kolíně vytvořil scénu pro dobročinné představení Akademického kolínského klubu mladých. Na sklonku roku 1918 dokončil grafickou speciálku u prof. Maxe Švabinského.
V roce 1919 získal licenci k provozování kabaretu Mazuch-Jílovský. Téhož roku byl zvolen předsedou Akademického kolínského klubu mladých a také uspořádal první samostatnou výstavu obrazů v Kolíně. Mezi jeho kolínské přátele patřili fotograf Jaromír Funke (který promluvil i na jeho pohřbu) a malíř Zdeněk Rykl (1900–1940).
V únoru 1920 zemřel. Je pohřben na kolínském centrálním hřbitově.

## V současnosti
V roce 2013 uspořádalo Regionální muzeum v Kolíně výstavu, kde připomnělo jeho důležitost ve vývoji umění. Díky Mazuchovi a jeho přátelství se spisovatelem, básníkem a spoluautorem Manifestu České moderny, Josefem Svatoplukem Macharem, byly dohledány informace o životě právě Machara. Mazuch básníka portrétoval a zachytil i jeho rodný domek v Kolíně. Díky Mazuchovi můžeme mít představy o Kolíně z počátku 20. století. Jeho obrazy visí v ředitelně Městské knihovny v Kolíně.

## Nejznámější obrazy
- Židovská ulice (1910–1912)
- Chrám sv. Bartoloměje (1911)
- Domky Na Skále (1912)
- Senoseč (1913–1915)
- Zimní krajina (1913–1915)
- Krajina v Tyrolích (1916) - Namaloval během fronty ve válce
- Alpská krajina (1917)
- Labská krajina (1918)
- Macharův rodný domek (1919)
- Regulace Labe (1919)

### Portréty
- Portrét J. S. Machara (1912)
- Portrét A. Klášterské (1915)
- Portrét F. Štorka (1915)
- Portrét O. Jílovského (1918–1919)
- Portrét redaktora Moravce (1918–1919)

a mnoho dalších

## Galerie

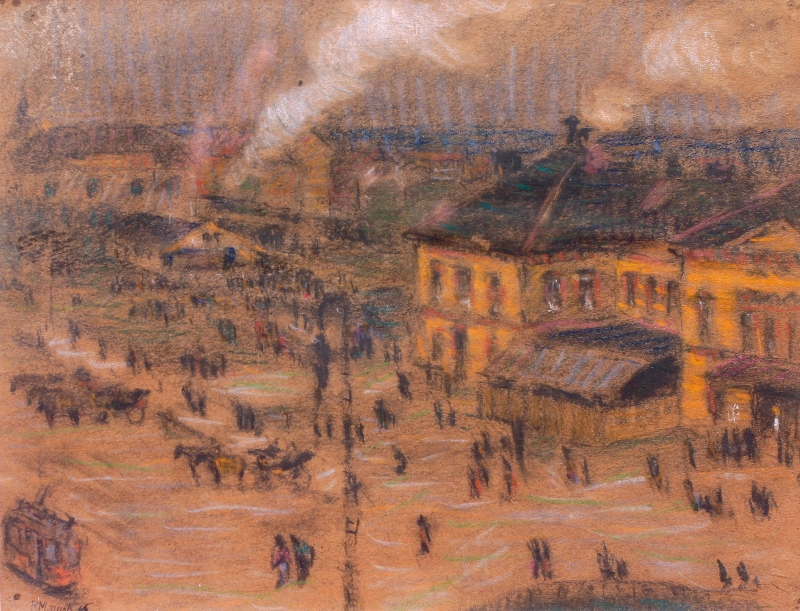
Rudolf Mazuch - Nádraží v Innsbrucku (1916)
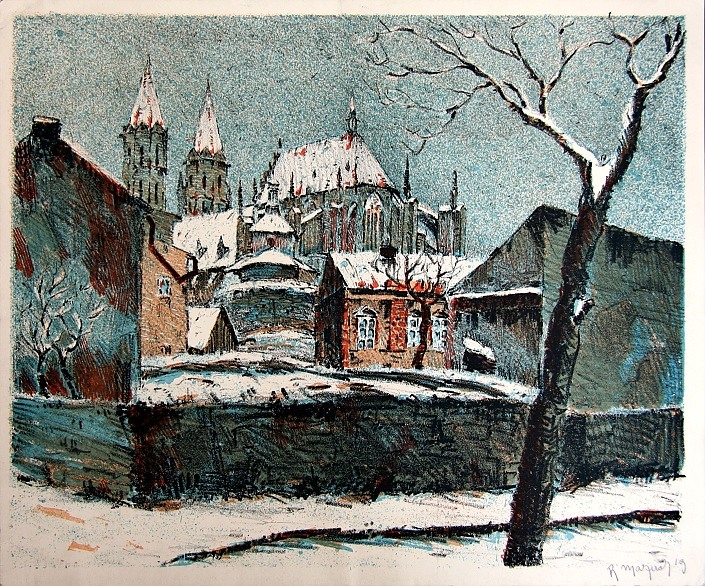
Rudolf Mazuch - Kostel sv. Bartoloměje v Kolíně (1919)
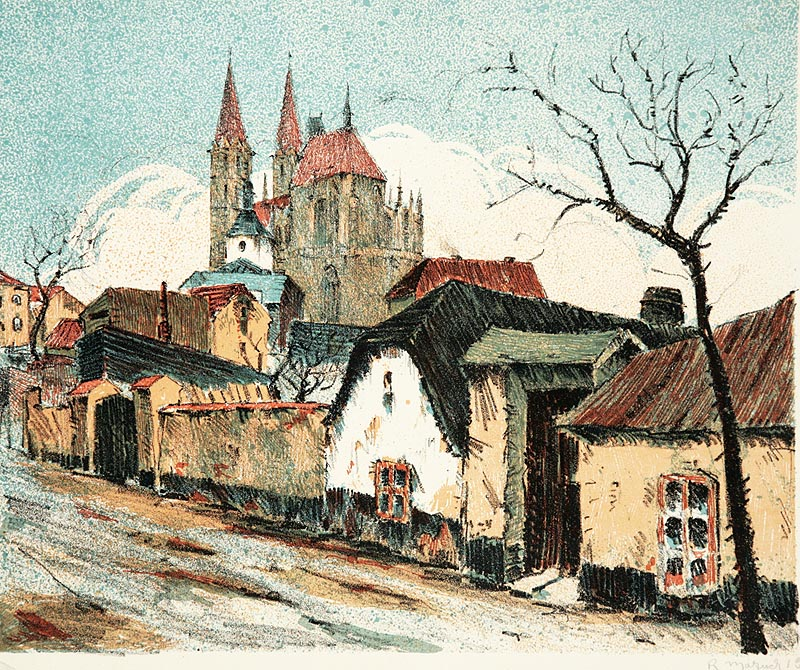
Rudolf Mazuch - Kolín, Bartolomějský chrám (1919)
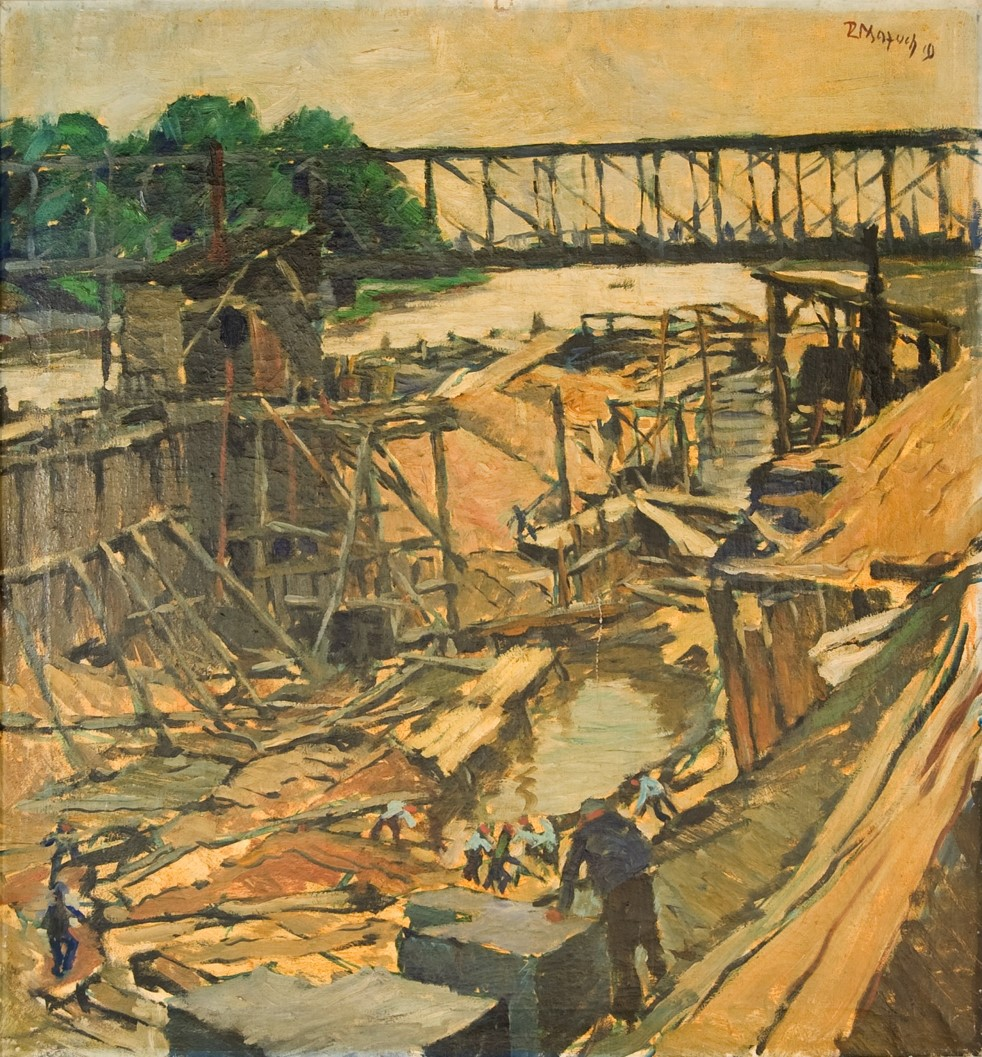
Rudolf Mazuch - Regulace Labe (1919)
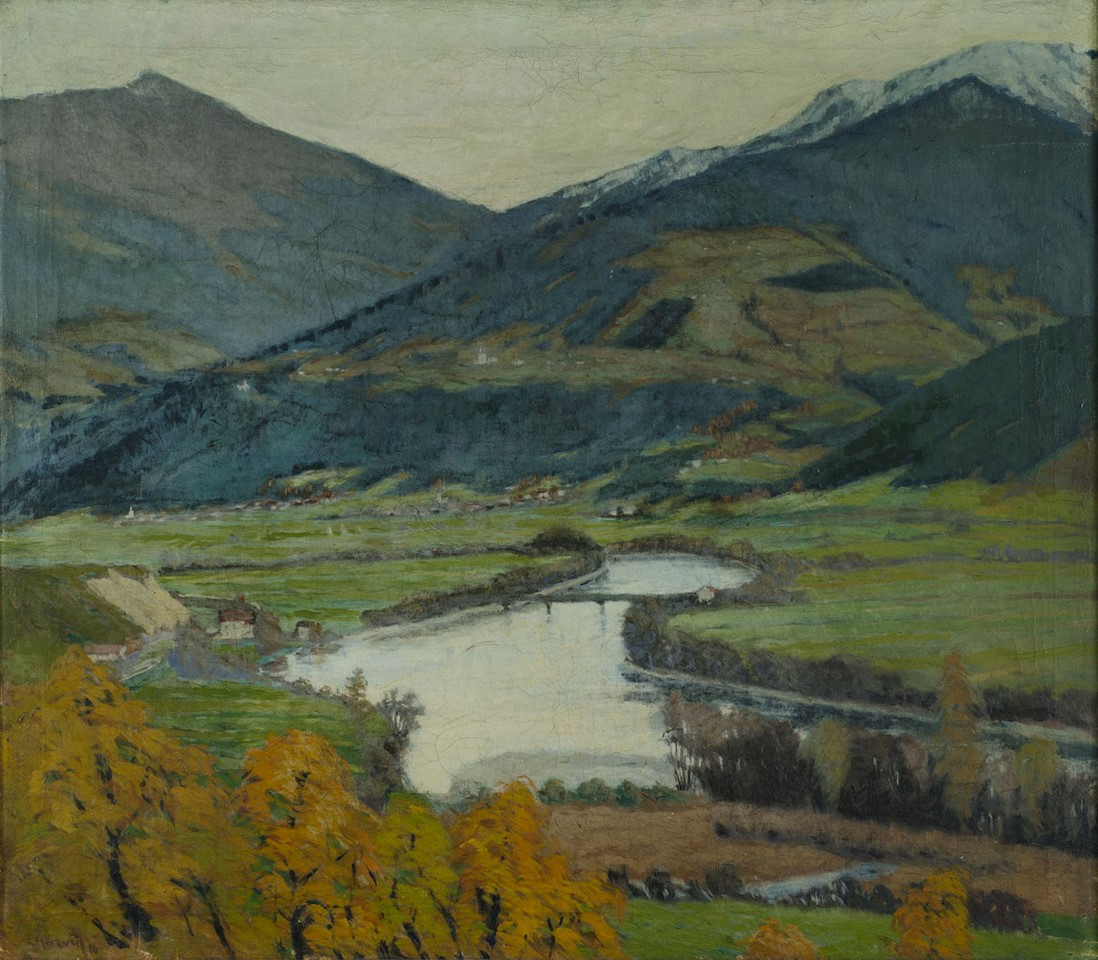
Rudolf Mazuch - Labská krajina (1918)
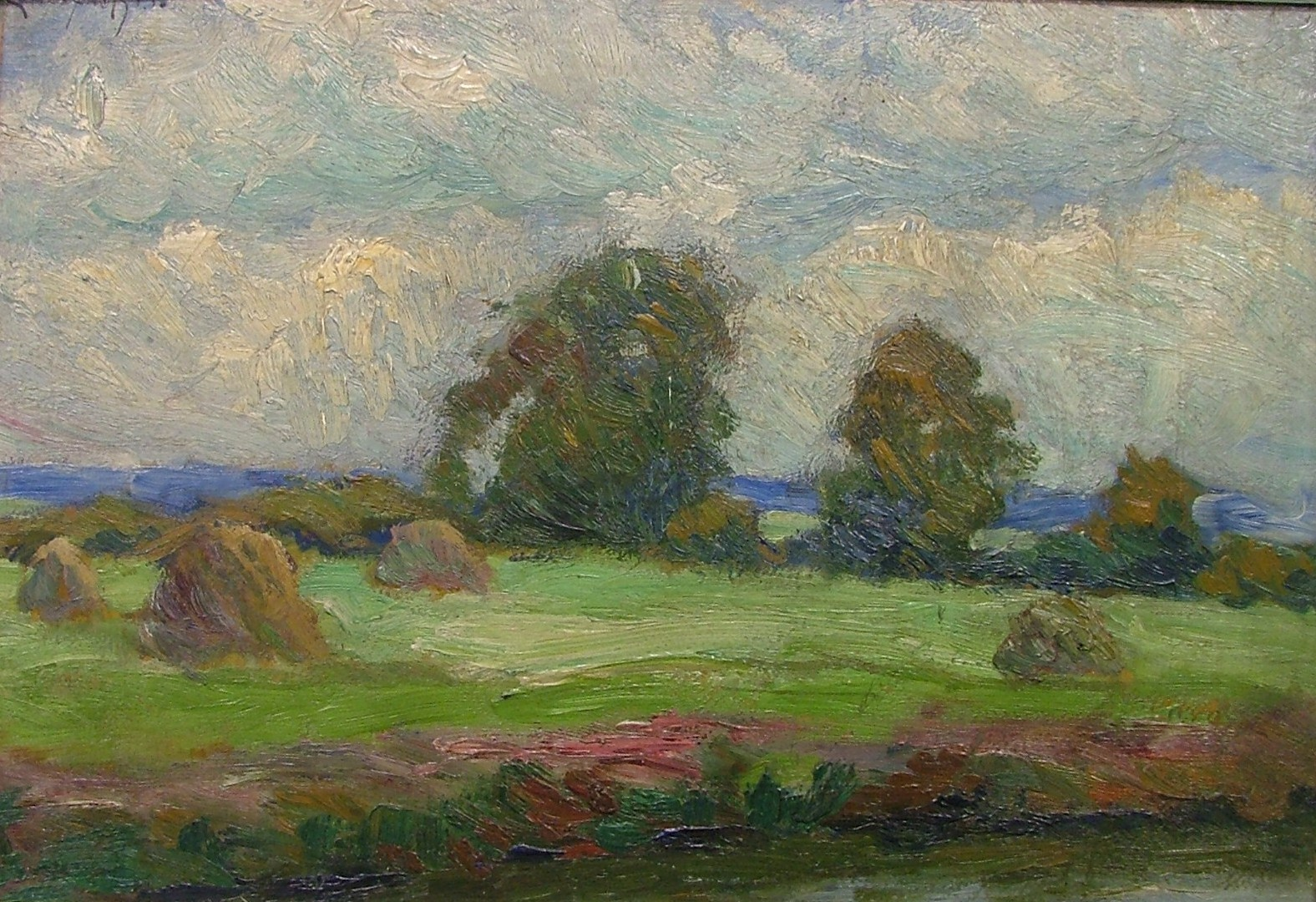
Rudolf Mazuch - Krajina s kupkami sena (1913)